# Anischnansis
Anischnansis is een geslacht van rechtvleugeligen uit de familie veldsprinkhanen (Acrididae). De wetenschappelijke naam van dit geslacht is voor het eerst geldig gepubliceerd in 1959 door Dirsh.

## Soorten
Het geslacht Anischnansis  is monotypisch en omvat slechts de volgende soort:
- Anischnansis burtti (Uvarov, 1941)